# Peperomia hadrostachya
Peperomia hadrostachya là một loài thực vật có hoa trong họ Hồ tiêu. Loài này được Yunck. miêu tả khoa học đầu tiên.